# ローゼンムント・フォンブラウン合成
ローゼンムント・フォンブラウン合成（英語: Rosenmund–von Braun synthesis）は、ハロゲン化アリールとシアン化銅(I)からアリールニトリルを合成する化学反応である。
反応は、1914年に博士学生エーリッヒ・ストライクとともに、ハロゲン化アリールが200℃のアルコール水溶液中でシアン化カリウムおよび触媒量のシアン化銅と反応することを発見したカール・ウィルヘルム・ローゼンムントの名をとってつけられた。その反応からはカルボン酸が得られニトリルは得られなかったが、ローゼンムントは中間体にニトリルが存在するはずだと考えた。アルフレッド・ポングラッツとフォンブラウンはそれぞれ独立に、より高温で反応溶媒を使わない反応条件に変えることによって反応を改良した。数年後に反応はさらに改良され、例えば反応溶媒にイオン液体を用いた反応が行われている 。